# Éric Berthou
Éric Berthou (Brest, 23 januari 1980) is een Frans voormalig wielrenner.

## Belangrijkste overwinningen
2002
- 4e etappe Kreiz Breizh

2003
- 1e etappe Circuit des Mines

2004
- 3e etappe Parijs-Corrèze

2011
- 1e etappe Boucles de la Mayenne

2012
- Val d'Ille U Classic 35
- 2e etappe Ronde van Bretagne

## Resultaten in voornaamste wedstrijden
| Jaar | Ronde van Italië | Ronde van Frankrijk | Ronde van Spanje |
| ---- | ---------------- | ------------------- | ---------------- |
| 2007 | 89e              |                     |                  |
| 2008 |                  |                     |                  |
| 2010 |                  |                     |                  |

| Jaar | Milaan-San Remo | Gent-Wevelgem |
| ---- | --------------- | ------------- |
| 2007 | 99e             | 93e           |
| 2008 | 116e            |               |
| 2010 | 140e            |               |